# FK Belasica
FK Belasica é uma equipe macedônio de futebol com sede em Strumica. Disputa a primeira divisão da Macedônia (Macedonian Prva Liga).
Seus jogos são mandados no Stadion Mladost, que possui capacidade para 15.000 espectadores.

## História
O FK Belasica foi fundado em 22 de abril de 1922.